# Rauchtown
Rauchtown è un census-designated place (CDP) degli Stati Uniti d'America situato nello stato della Pennsylvania, diviso tra la contea di Clinton e la contea di Lycoming.